# MÁV TIVc
Die Lokomotiven der Reihe TIVc waren kombinierte Zahnrad- und Adhäsionstenderlokomotiven der ungarischen Staatsbahnen (MÁV).

## Geschichte

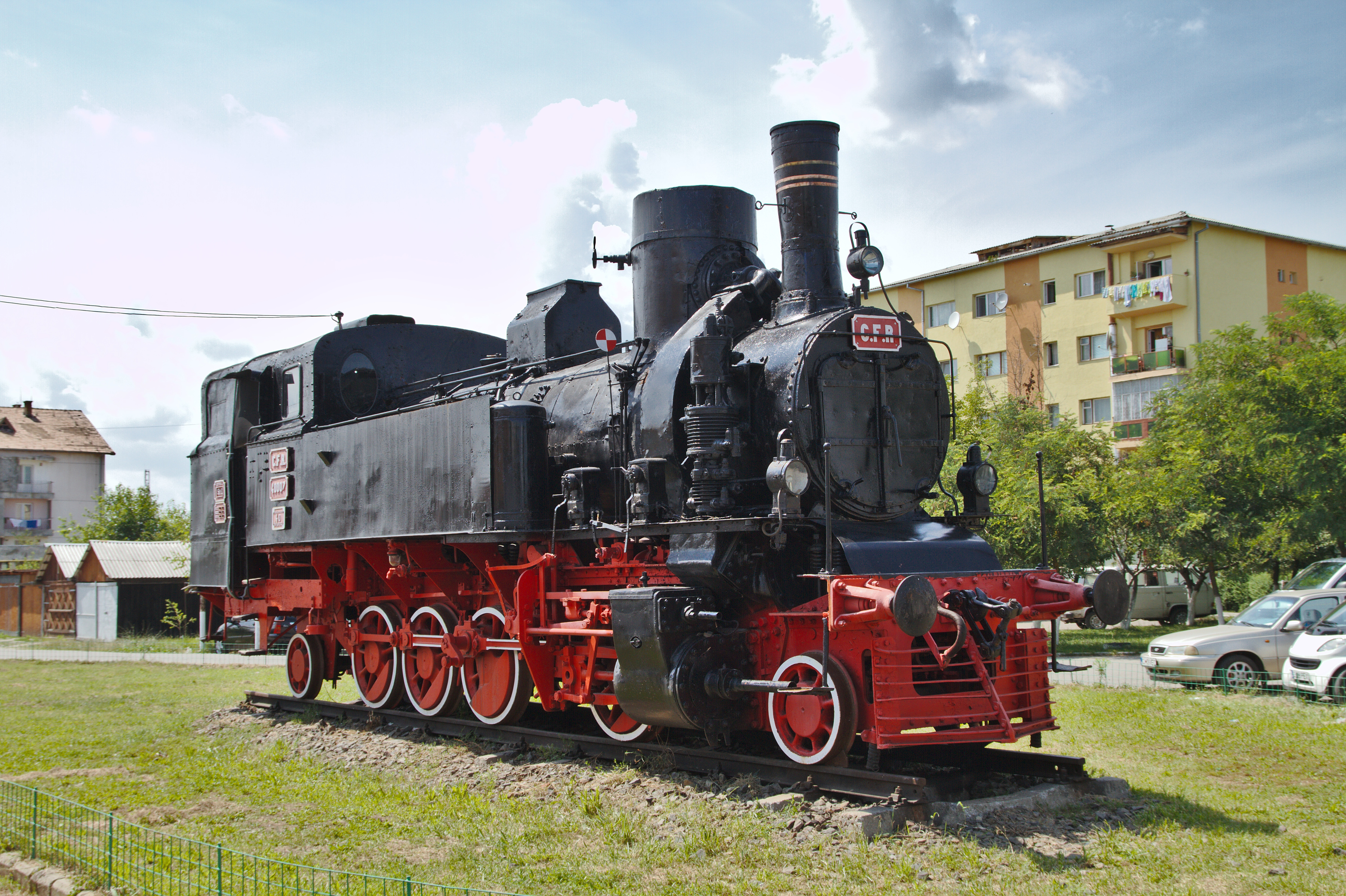
CFR 40.007 als Lokdenkmal vor dem Depot von Dej.

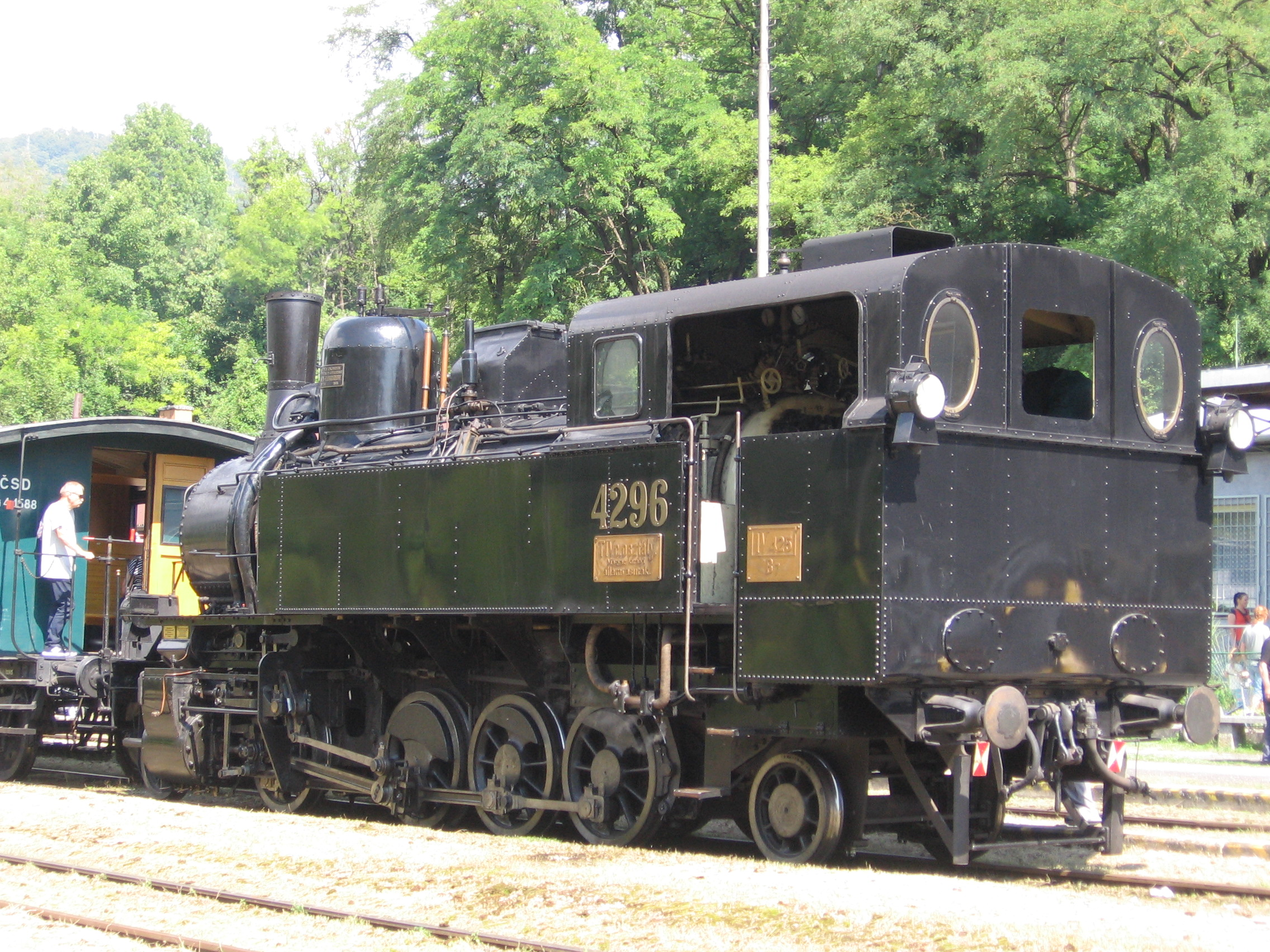
40.006 als MÁV 4296 in Tisovec (2016)

Von 1906 bis 1907 lieferte die Lokomotivfabrik Floridsdorf an die MÁV sieben Zahnrad-Tenderlokomotiven für die Bahnstrecke Caransebeș–Bouțari–Subcetate. Besagte Strecke liegt heute zur Gänze im Staatsgebiet von Rumänien.
Die Maschinen nach dem System Abt waren vierfach gekuppelt und hatten je eine vor- sowie eine nachlaufende Adamsachse, was im Vergleich zu den MÁV TIVb ein ausgewogeneres Gewichtsverhältnis schuf. Sie waren auf einem Innenrahmen mit Außentriebwerk für den Reibungsbetrieb aufgebaut, das Zahnradtriebwerk war ein Innentriebwerk. Beide Triebwerke waren nach System Abt voneinander unabhängig, die Maschinen arbeiteten mit einfacher Dampfdehnung. In beiden Fällen kam eine Heusinger-Steuerung zur Anwendung.
Im Reibungsbetrieb erreichten sie 40, im Zahnradbetrieb 12 km/h. Auf den Zahnstangenabschnitten konnten sie 120 t befördern.
Nach 1918 kam die Strecke, auf der die Lokomotiven eingesetzt wurden, samt diesen zu Rumänien. Die CFR setzten die sieben Maschinen weiterhin mit ihren ungarischen Nummern ein. Ausgemustert wurden sie 1978 mit der Stilllegung des Zahnstangenabschnittes Bouțari–Sarmizegetusa. Sechs Exemplare blieben nach ihrer Ausmusterung als Lokdenkmäler oder in Museumssammlungen erhalten. Die 40.006 wurde 2002 in die Slowakei verkauft und im Jahr 2014 betriebsfähig aufgearbeitet. Seit dem Sommer 2015 kommt sie mit ihrer originalen Nummer 4296 vor den Museumszügen auf der Zahnradbahn Pohronská Polhora–Tisovec zum Einsatz.